# Timothy Granaderos

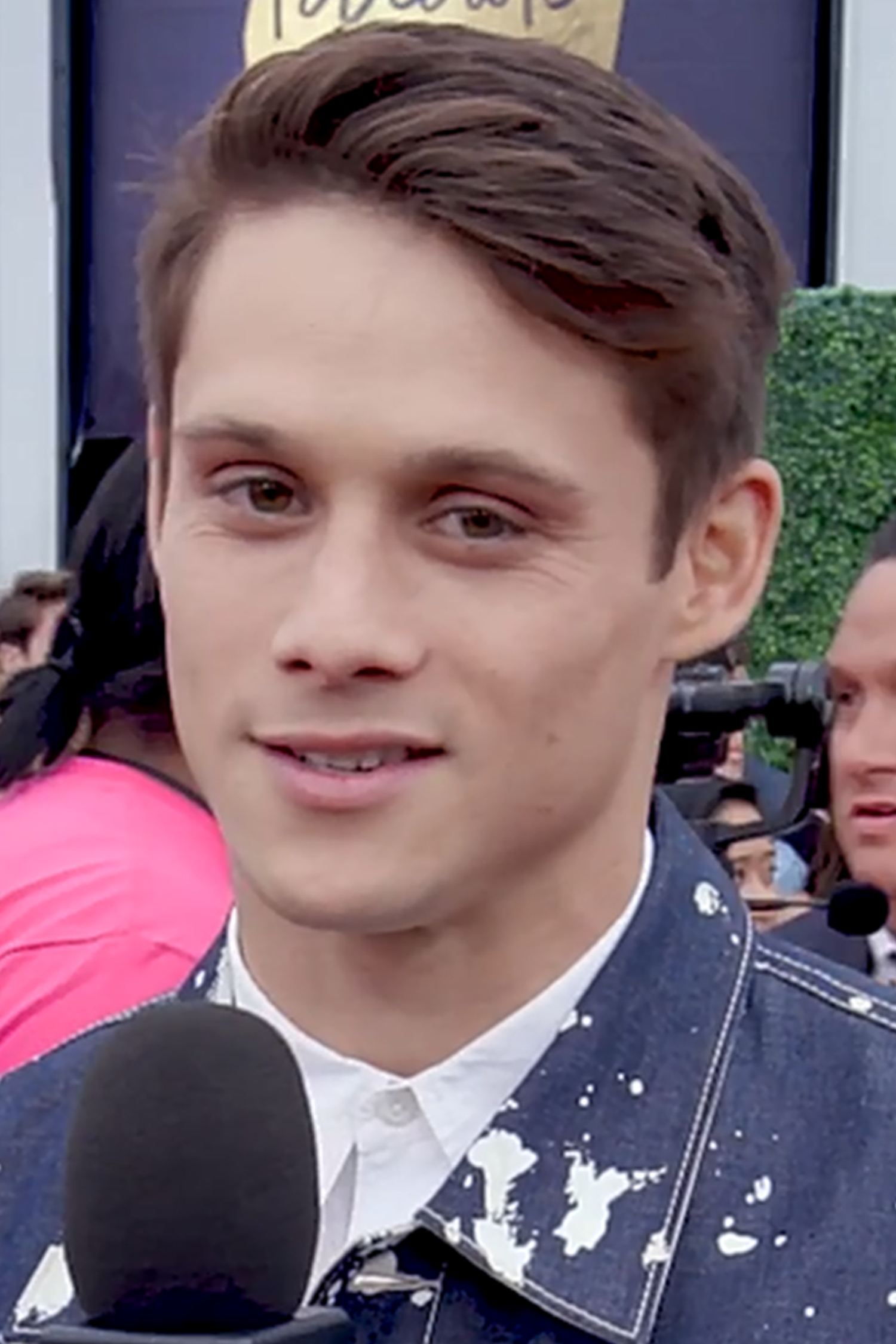
Timothy Granaderos (2018)

Timothy Granaderos (* 9. September 1986 in Ypsilanti, Michigan) ist ein US-amerikanischer Schauspieler und Model. Internationale Bekanntheit erlangte er durch seine Rolle des Montgomery de la Cruz in der Fernsehserie Tote Mädchen lügen nicht.

## Leben und Werdegang
Granaderos wuchs in Portage im US-Bundesstaat Michigan als Sohn von Tim und Christine Granaderos auf. Später zog er nach Los Angeles, um seine Schauspieler- und Modelkarriere voranzutreiben. Er hat eine ältere Schwester und einen jüngeren Bruder und ist halb philippinischer Abstammung.
Granaderos hat an der Michigan State University studiert und war Teil des Fußballteams der Universität. Zudem spielt er Baseball und American Football.
Bevor Granaderos im Jahr 2010 mit der Schauspielerei begann, arbeitete er unter anderem als Produktionsassistent am Kurzfilm Committed mit. 2016 war er in der Webserie T@gged  als Ash Franklin zu sehen. 2017 übernahm er die Rolle des Montgomery „Monty“ de la Cruz in der Serie Tote Mädchen lügen nicht, die auf Netflix veröffentlicht wurde.
Neben seiner Tätigkeit als Schauspieler ist Granaderos Model für verschiedene Bekleidungsfirmen und wird durch die Agenturen One Management und Stars Management vertreten.

## Filmografie (Auswahl)

### Film
- 2015: Carefree (Kurzfilm)
- 2015: Up Next (Kurzfilm)
- 2015: Killing Animals
- 2015: We Are Your Friends
- 2015: Studio City
- 2016: The Standoff
- 2017: The Twin
- 2017: The Archer
- 2018: The One That Rolled Away (Kurzfilm)
- 2018: How May We Hate You?
- 2021: Plan B
- 2022: Who Invited Them – Lass sie nicht rein (Who Invited Them)

### Fernsehen
- 2013: S3 – Stark, schnell, schlau
- 2014: CSI: Vegas
- 2014: Liv und Maddie
- 2015: Undateable
- 2015: Chasing Life
- 2016–2018: T@gged
- 2016: Rosewood
- 2017–2020: Tote Mädchen lügen nicht
- 2017: In the Vault
- 2017: Marvel’s Runaways
- 2021: The Sex Life of College Girls
- 2022: Walker:Independence

### Musikvideos
- 2011: Love You like a Love Song von Selena Gomez & the Scene
- 2015: Whiskey von Tamara Laurel
- 2017: Champion von Fall Out Boy